# سونی اریکسون اکس‌پریا پرو
سونی اریکسون ایکس‌پریا پرو (به انگلیسی: Sony Ericsson Xperia Pro)، یک‌نمونه از گوشی‌های تلفن همراه سری اکسپریا (به انگلیسی: XPERIA) شرکت سونی اریکسون می‌باشد که توسط همین شرکت به بازار عرضه شده‌است.